# Diphamorphos
Diphamorphos – rodzaj błonkówek z rodziny Pergidae.

## Zasięg występowania
Przedstawiciele tego rodzaju występują w Australii.

## Systematyka
Do  Diphamorphos zaliczane są 4 gatunki:
- Diphamorphos apicalis
- Diphamorphos minor
- Diphamorphos nigrescens
- Diphamorphos pallicornis